# Vinbergs socken
Vinbergs socken i Halland ingick i Faurås härad, ingår sedan 1971 i Falkenbergs kommun och motsvarar från 2016 Vinbergs distrikt.
Socknens areal är 35,50 kvadratkilometer, varav 34,93 land. År 2000 fanns här 3 507 invånare. En del av Falkenberg (stadsdelen Tröingeberg), tätorten Vinberg samt tätorten  Vinbergs kyrkby med sockenkyrkan Vinbergs kyrka ligger i socknen.  

## Administrativ historik
Vinbergs socken har medeltida ursprung.
Vid kommunreformen 1862 övergick socknens ansvar för de kyrkliga frågorna till Vinbergs församling och för de borgerliga frågorna till Vinbergs landskommun.  Landskommunen utökades 1952 i innan den 1971 uppgick i Falkenbergs kommun. Församlingen uppgick 2010 i Vinberg-Ljungby församling.
1 januari 2016 inrättades distriktet Vinberg, med samma omfattning som församlingen hade 1999/2000.  
Socknen har tillhört fögderier och domsagor enligt Faurås härad. De indelta båtsmännen tillhörde Södra Hallands första båtsmanskompani.

## Geografi och natur
Vinbergs socken närmast nordost om Falkenberg och avgränsas i sydost av Ätran och med Vinån som flyter genom socknen. Socknen är en mjukt kuperad uppodlad slättbygd med några skogsbackar norr om nedre Ätran. Den högsta punkten är Ståberg, som ligger 86,5 meter över havet.
Vinbergs naturreservat är ett kommunalt naturreservat.
Länsväg 154 passerar genom den västra delen av socknen, fram till 1990-talet passerade den genom Vinbergs samhälle. Väg 700 mellan Vessigebro och Falkenberg passerar både Vinbergs kyrkby och Tröingeberg. Mellan Vinbergs samhälle och Vinbergs kyrkby går väg 702, medan väg 701 och 750 förbinder samhället med Stafsinge respektive Långås.

## Historia

### Namnet
Namnet (1330-talet Windbyerghe) kommer från kyrkbyn. Förleden innehåller vind, 'blåst'. Efterleden är bjär, 'berg'. Namnet bör ha syftat på att berget vid kyrkbyn varit utsatt för vind och blåst.

### Förhistoria
Från stenåldern finns boplatser och vid Hällinge en hällkista. Från bronsåldern finns högar och stensättningar vid Faurås (kallad "Kungshögen" med "Kung Fares sten"), Tågarp och Töringe. Från järnåldern finns gravar och domarringar.

### Medeltid
Den äldsta kända kyrkan i Vinberg byggdes troligen på 1100-talet och revs i början av 1900-talet för att ersättas av en större kyrka invigd 1899. Bland inventarier som bevarats finns två ljusstakar från 1479, medan en dopfunt från 1100-talet förstörts.

### Modern tid
Vinbergs (stations)samhälle uppstod där Falkenbergs järnväg hade en station fram tills järnvägen lades ner 1959.

## Befolkningsutveckling
| Befolkningsutvecklingen i Vinbergs socken 1769–1990                                                     | Befolkningsutvecklingen i Vinbergs socken 1769–1990 | Befolkningsutvecklingen i Vinbergs socken 1769–1990 | Befolkningsutvecklingen i Vinbergs socken 1769–1990 | Befolkningsutvecklingen i Vinbergs socken 1769–1990 |
| --- | --------------------------------------------------- | --------------------------------------------------- | --------------------------------------------------- | --------------------------------------------------- |
| |                                                     |                                                     |                                                     |                                                     |
| År |                                                     |                                                     | Folkmängd                                           |                                                     |
| 1769 | 1769                                                |                                                     | 812                                                 |                                                     |
| 1780 | 1780                                                |                                                     | 851                                                 |                                                     |
| 1800 | 1800                                                |                                                     | 885                                                 |                                                     |
| 1810 | 1810                                                |                                                     | 913                                                 |                                                     |
| 1820 | 1820                                                |                                                     | 978                                                 |                                                     |
| 1830 | 1830                                                |                                                     | 905                                                 |                                                     |
| 1840 | 1840                                                |                                                     | 1 123                                               |                                                     |
| 1850 | 1850                                                |                                                     | 1 306                                               |                                                     |
| 1860 | 1860                                                |                                                     | 1 496                                               |                                                     |
| 1870 | 1870                                                |                                                     | 1 509                                               |                                                     |
| 1880 | 1880                                                |                                                     | 1 764                                               |                                                     |
| 1890 | 1890                                                |                                                     | 1 712                                               |                                                     |
| 1900 | 1900                                                |                                                     | 1 752                                               |                                                     |
| 1910 | 1910                                                |                                                     | 1 612                                               |                                                     |
| 1920 | 1920                                                |                                                     | 1 708                                               |                                                     |
| 1930 | 1930                                                |                                                     | 1 642                                               |                                                     |
| 1940 | 1940                                                |                                                     | 1 575                                               |                                                     |
| 1950 | 1950                                                |                                                     | 1 713                                               |                                                     |
| 1960 | 1960                                                |                                                     | 1 712                                               |                                                     |
| 1970 | 1970                                                |                                                     | 2 142                                               |                                                     |
| 1980 | 1980                                                |                                                     | 3 108                                               |                                                     |
| 1990 | 1990                                                |                                                     | 3 503                                               |                                                     |
| Anm: Källor: Umeå universitet - Tabellverket 1749-1859, Demografiska databasen, CEDAR, Umeå universitet |                                                     |                                                     |                                                     |                                                     |

## Kända personer från Vinberg
- Olof von Dalin (1708–1763), författare och historiker.
- John Anderson (1869–1948), fotograf.
- Magnus Svensson (född 1969), fotbollsspelare.
- Magnus Svensson (född 1983), innebandyspelare.